# Chrysidoidea
A superfamília Chrysidoidea é um grupo de vespas parasitoides ou cleptoparasitas com três grandes famílias em comum (Bethylidae, Chrysididae e Dryinidae) e quatro menores (Embolemidae, Plumariidae, Sclerogibbidae e Scolebythidae). A maioria das espécies são pequenas (7 mm ou menor), quase nunca ultrapassando 15 mm. Essa superfamília é tradicionalmente considerada a base taxonômica dos Aculeados e assim como algumas espécies pode ferroar, embora o veneno seja inofensivo para os seres humanos.
Os membros das famílias Dryinidae e Embolemidae são os únicos parasitoides entre as espécies da ordem Hymenoptera a ter um ciclo de vida, onde a larva da vespa inicia sua vida dentro do corpo do hospedeiro e mais tarde forma um saco (chamado de thylacium) que fica projetado para fora do abdomen do hospedeiro.
A extinta família Plumalexiidae foi descrita em 2011 a partir de fósseis preservados da era Turoniano.

## Famílias
- Bethylidae
- Chrysididae
- Dryinidae
- Embolemidae
- Plumalexiidae †
- Plumariidae
- Sclerogibbidae
- Scolebythidae